# Proclitus speciosus
Proclitus speciosus är en stekelart som beskrevs av Dasch 1992. Proclitus speciosus ingår i släktet Proclitus och familjen brokparasitsteklar. Inga underarter finns listade i Catalogue of Life.